# Lista de desastres no Brasil por número de mortos
Esta lista de desastres no Brasil por número de mortos inclui desastres ocorridos nos Brasil com mais de 100 óbitos, incluindo desastres naturais, crises sanitárias ou por consequenciais do ser humano.

## Mais de 400.000 mortos
| Fatalidades       | Ano       | Nome                           | Tipo     | Localização | Notas                            | Refs        |
| ----------------- | --------- | ------------------------------ | -------- | ----------- | -------------------------------- | ----------- |
| 712.090 +         | 2020-     | Pandemia de COVID-19 no Brasil | Pandemia | Nacional    | Mortes atualizadas em 13/05/2024 | [ 3 ]       |
| 400.000 - 500.000 | 1877-1879 | Grande Seca                    | Seca     | Nordeste    | Maior desastre natural           | [ 4 ] [ 5 ] |

## Mais de 1.000 mortos
| Fatalidades      | Ano       | Nome                        | Tipo         | Localização            | Notas                        | Refs   |
| ---------------- | --------- | --------------------------- | ------------ | ---------------------- | ---------------------------- | ------ |
| ~60.000          | 1864-1870 | Guerra do Paraguai          | Guerra       | América do Sul         | Apenas mortes de brasileiros | [ 6 ]  |
| 35.000 - 300.000 | 1918-1920 | Pandemia de Gripe espanhola | Pandemia     | Nacional               |                              | [ 7 ]  |
| ~30.000          | 1835-1840 | Cabanagem                   | Guerra Civil | Província do Grão-Pará |                              | [ 8 ]  |
| +25.000          | 1896-1897 | Guerra de Canudos           | Guerra Civil | Bahia                  |                              | [ 9 ]  |
| ~20.000          | 1912-1916 | Guerra do Contestado        | Guerra Civil | Região Sul             |                              | [ 10 ] |
| ~10.000          | 1893-1895 | Revolução Federalista       | Guerra Civil | Região Sul             |                              | [ 11 ] |
| +3.000           | 1835-1845 | Guerra dos Farrapos         | Guerra Civil | Região Sul             |                              | [ 12 ] |
| 2.146            | 2009-2010 | Pandemia de gripe A Brasil  | Pandemia     | Nacional               |                              | [ 13 ] |
| +1.800           | 1837-1838 | Sabinada                    | Guerra Civil | Província da Bahia     |                              | [ 14 ] |
| +1.050           | 2023-2024 | Epidemia de Dengue          | Epidemia     | Nacional               | Dados do SINAN até 05/2024   | [ 15 ] |

## Mais de 300 mortos
| Fatalidades | Ano   | Nome                                                 | Tipo                 | Localização                                       | Notas | Refs          |
| ----------- | ----- | ---------------------------------------------------- | -------------------- | ------------------------------------------------- | --- | ------------- |
| 918         | 2011  | Enchentes e deslizamentos de terra no Rio de Janeiro | Enchente             | Rio de Janeiro                                    | | [ 16 ]        |
| ~634        | 1932  | Revolução Constitucionalista de 1932                 | Guerra Civil         | São Paulo, Mato Grosso do Sul e Rio Grande do Sul | Número de mortes extremamente incerto, sem contar mortes civis e numero de baixas não revelada do lado do governo provisório | [ 17 ] [ 18 ] |
| >600        | 1942  | Atentado nazista contra embarcações brasileiras      | Guerra               | Sergipe                                           | Marcou a entrada do Brasil na 2ª Guerra Mundial, contra os países do Eixo Alemanha-Itália.                                   | [ 19 ]        |
| 564         | 2006  | Atos de violência organizada no Brasil em 2006       | Terrorismo domestico | São Paulo                                         | Onda de violência liderada pelo PCC contra a PMSP                                                                            | [ 20 ]        |
| 504         | 1924  | Revolta Paulista                                     | Motim                | São Paulo                                         | Maior conflito urbano da história do Brasil                                                                                  | [ 21 ]        |
| 503         | 1961  | Tragédia do Gran Circus Norte-Americano              | Incêndio             | Niterói                                           | Maior incêndio do país | [ 22 ]        |
| ~450        | 1967  | Enchentes e deslizamentos de terra em Caraguatatuba  | Enchente             | Caraguatatuba                                     | | [ 23 ]        |
| 342         | 2022- | Epidemia de H3N2 no Brasil                           | Epidemia             | Nacional                                          | Mortes até janeiro de 2022                                                                                                   | [ 24 ]        |
| +300        | 1967  | Temporal de 21 de fevereiro de 1967                  | Enchente             | Rio de Janeiro                                    | | [ 25 ]        |

## Mais de 100 mortos
| Fatalidades | Ano       | Nome                                             | Tipo                   | Localização              | Notas | Refs   |
| ----------- | --------- | ------------------------------------------------ | ---------------------- | ------------------------ | --- | ------ |
| 270         | 2019      | Rompimento de barragem em Brumadinho             | Rompimento de barragem | Brumadinho               | | [ 26 ] |
| 261         | 2016-2017 | Surto de febre amarela                           | Endemia                | Nacional                 | | [ 27 ] |
| 250         | 1966      | Enchentes na cidade do Rio de Janeiro            | Enchente               | Rio de Janeiro           | | [ 28 ] |
| 242         | 2013      | Incêndio na boate Kiss                           | Incêndio               | Santa Maria              | | [ 29 ] |
| 241         | 2022      | Enchentes e deslizamentos de terra em Petrópolis | Enchente               | Petrópolis               | | [ 30 ] |
| 231         | 2010      | Desastres naturais no Rio de Janeiro             | Enchente               | Rio de Janeiro e Niterói | | [ 31 ] |
| 215         | 2017      | Atos de violência no Espírito Santo              | Distúrbios             | Espírito Santo           | No mesmo período do ano anterior, 25 homicídios foram registrados                                          | [ 32 ] |
| 199         | 2007      | Colisão do Voo 3054 da TAM                       | Acidente aéreo         | São Paulo                | Maior acidente aéreo do Brasil                                                                             | [ 33 ] |
| 187         | 1974      | Incêndio no Edifício Joelma                      | Incêndio               | São Paulo                | | [ 34 ] |
| 185         | 1946      | Acidente ferroviário de Aracaju                  | Acidente ferroviário   | Laranjeiras              | | [ 35 ] |
| 183         | 2024      | Enchentes no Rio Grande do Sul                   | Enchente               | Rio Grande do Sul        | Mortes até 20/08/2024. - Desaparecidos: 27 - Feridos: 806 - Municípios afetados: 478 - Afetados: 2.398.255 | [ 36 ] |
| 154         | 2006      | Voo Gol 1907                                     | Acidente aéreo         | Serra do Cachimbo        | | [ 37 ] |
| 137         | 1982      | Voo VASP 168                                     | Acidente aéreo         | Serra da Aratanha        | | [ 38 ] |
| 135         | 2008      | Enchentes em Santa Catarina                      | Enchente               | Santa Catarina           | | [ 39 ] |
| 128         | 2022      | Inundações e deslizamentos de terra no Nordeste  | Enchente               | Nordeste                 | | [ 40 ] |
| 119         | 1952      | Acidente ferroviário de Anchieta                 | Acidente ferroviário   | Rio de Janeiro           | | [ 41 ] |
| 111         | 1992      | Massacre do Carandiru                            | Distúrbios             | São Paulo                | |        |
| 110         | 1963      | Incêndio florestal no Paraná                     | Incêndio               | Paraná                   | | [ 42 ] |
| ~100        | 1983      | Descarrilamento de Pojuca                        | Acidente ferroviário   | Pojuca                   | | [ 43 ] |